# 時天空慶晃
時天空 慶晃（ときてんくう よしあき、1979年9月10日 - 2017年1月31日）、本名同じ、旧名・モンゴル名：アルタンガダス・フチットバータル（モンゴル語キリル文字表記：Алтангадасын Хүчитбаатар、ラテン文字転写：Altangadasyn Khüchitbaatar）は、モンゴル国トゥブ県アルタンボラグ村出身で時津風部屋に所属していた大相撲力士。
時津風部屋に入門し、2002年7月場所で初土俵を踏む。2004年3月場所には十両に昇進し、同年7月場所には初入幕を果たす。2007年7月場所には最高位となる東小結まで昇進した。しかし悪性リンパ腫を発症して休場が続き、復帰に向け闘病を続けたが叶わず、2016年8月25日に引退し年寄・間垣を襲名、時津風部屋付きの親方となった。引退後は後進の指導や日本相撲協会の業務にあたったが、2017年1月にこの世を去った。
現役時代の身長は185cm、体重141kg。得意技は突っ張り・右四つ・投げ・寄り・足癖など柔道経験を活かしたものがあった。

## 来歴

### 入門前
モンゴル相撲の小結（「ナチン」格）の父親の息子として生まれる。ウランバートル市内で生まれ育つが、取組前の場内アナウンスでは父親の出身地であるトゥブ県アルタンボラグ村を自身の出身地としていた。若年時には、ウランバートル市内の柔道クラブで、後の朝青龍、朝赤龍、日馬富士らと稽古を重ねた。モンゴル国立農業大学に進学後、卒業を待たずに2000年4月スポーツ交流留学生として、東京農業大学国際食料情報学部生物企業情報学科に転入。同学では相撲部に入部し、転入初年度に（日本の）全国学生相撲個人体重別選手権大会（100kg未満級）で優勝した。本来、来日して東京農大に転入の際には、農政・食糧技術を学士修了してモンゴルへ帰国し、母国モンゴル国内の公立学校の教職につく予定だったが、大相撲で活躍する朝青龍、朝赤龍らの姿を見て次第に興味を持ち、角界に入るためには入門時の年齢制限である23歳も迫っていたため、同学在学中のまま3年次に時津風部屋へ入門した。入門後の就学については夜間主コースに転籍し、2004年3月同学を卒業した。四股名は入門の際に、東京農業大学相撲部の安井和男監督（当時）が付与したもので、時津風部屋の「時」と、モンゴルの広い空のイメージにちなんだ「天空」の合作とされる。

### 入門から新三役まで
その間に2002年7月場所に前相撲から初土俵。同期7人の中で1番目に出世を決めた。翌場所から3場所連続全勝優勝（三段目では同部屋の豊ノ島を優勝決定戦で下している）。板井の26連勝に次ぐ序ノ口からの22連勝を記録した。柔道経験を活かして二枚蹴りや内掛けといった足癖を見せた。序二段では優勝決定戦を含め8番のうち6番の決まり手が足技（掛け手）であった。2004年3月場所には十両昇進。十両を2場所で通過し、7月場所には初土俵から所要12場所の史上最速タイ（当時）で新入幕を果たした。2005年5月場所では相手の安馬（後の日馬富士）の背後をとって、柔道のすくい投げを思わせる豪快な足取り（モンゴル相撲のホンゴトフという技）を決めて勝ち、館内を沸かせた。翌場所には逆に足を取られたものの1分近くその体勢で耐えたが、惜しくも敗れた。同年9月場所はまたも同じく安馬戦で、6分半を超える水入りの相撲をとったが、敗れた。入門してから入幕後しばらくした頃までは稽古熱心な力士として知られ、後年本人は稽古をやればやるほど結果となって成果が表れたと若手時代を振り返っている。特に豊ノ島との稽古は喧嘩のように激しかったと言い、豊ノ島との三段目優勝決定戦当日の朝は時津風が「もうやめなさい」と掛け声を出すまで三番稽古で火花を散らしていた。
足技ばかりが目立つ相撲が長く続いたが、突っ張りも強力な武器となりつつある。2005年11月場所には西前頭7枚目で10勝5敗を挙げ、突っ張りが評価されて技能賞を受賞した。これにより、2006年1月場所では西前頭筆頭となるが、三役力士相手に苦戦。前頭上位と中位を行き来した後、同年7月場所に東前頭8枚目で10勝を挙げ、千秋楽での白星を条件に敢闘賞の候補となるが、11勝目を挙げることはできなかった。しかしこの二桁勝利のため、9月場所では西前頭2枚目に番付を上げ、この時は7勝8敗と負け越すも、翌11月場所では東前頭3枚目で9勝6敗、さらに翌年1月場所では東前頭2枚目で8勝7敗の成績をあげ、翌3月場所では西小結に昇進した。

### 三役昇進後
新小結の初日は横綱・朝青龍から勝利を挙げた。一度は土俵際まで攻められるも素早く体位を入れ替え、朝青龍の腰に後ろからしがみついた。そして朝青龍が無理に向きを変えようとしたところをついて送り倒した。その日は既に3大関が敗れており波乱の様相を呈していたが、朝青龍の手がついた途端館内の熱気は最高潮に達し、座布団が乱れ飛んだ。2006年後半から、上位に対して白星を挙げられるようになってきてはいたが、この場所も魁皇・琴欧洲の2大関を倒す活躍を見せ、最終的には7勝8敗と負け越してしまったものの、勝ち星を挙げた取組には、内容のいいものが多かった。しかし対横綱戦白星は生涯に渡ってこれ以降挙げられず、最終的な対横綱戦成績は1勝24敗に終わっている。5月場所では西前頭筆頭となり、8勝7敗と勝ち越し、7月場所では再び三役に番付を戻した。5月、7月では、なかなか本来の相撲が取れなかったが、7月場所の千秋楽では高見盛を内掛けで崩しながら寄り切った。久々に時天空らしさがのぞいた一番であったが、9月場所ではやはり本来の形が出ず、6勝9敗に終わった。足技、突っ張りに加えて、体重を増やすと同時に正攻法の攻めも習得し、これが上位に対して通用するようになっている一因とも言える。突っ張りには定評があり、2011年1月場所11日目の『どすこいFM』では千賀ノ浦が時天空に突っ張りの勧めを説き、その場所を体調不良の状態で迎えた時天空に対して「突っ張りはジャブだから、突き切らなくてもいい」と助言し、下角アナウンサーも「時津風親方も『どうして突っ張らないのか』とか言っていました」と証言した。11月場所では9勝6敗と3場所ぶりに勝ち越しを決めた。本人は2008年の目標として、三役への復帰と定着、さらに三賞の獲得を掲げたが、11月場所まで6場所連続で負け越し、勝ち越しのない一年となった。

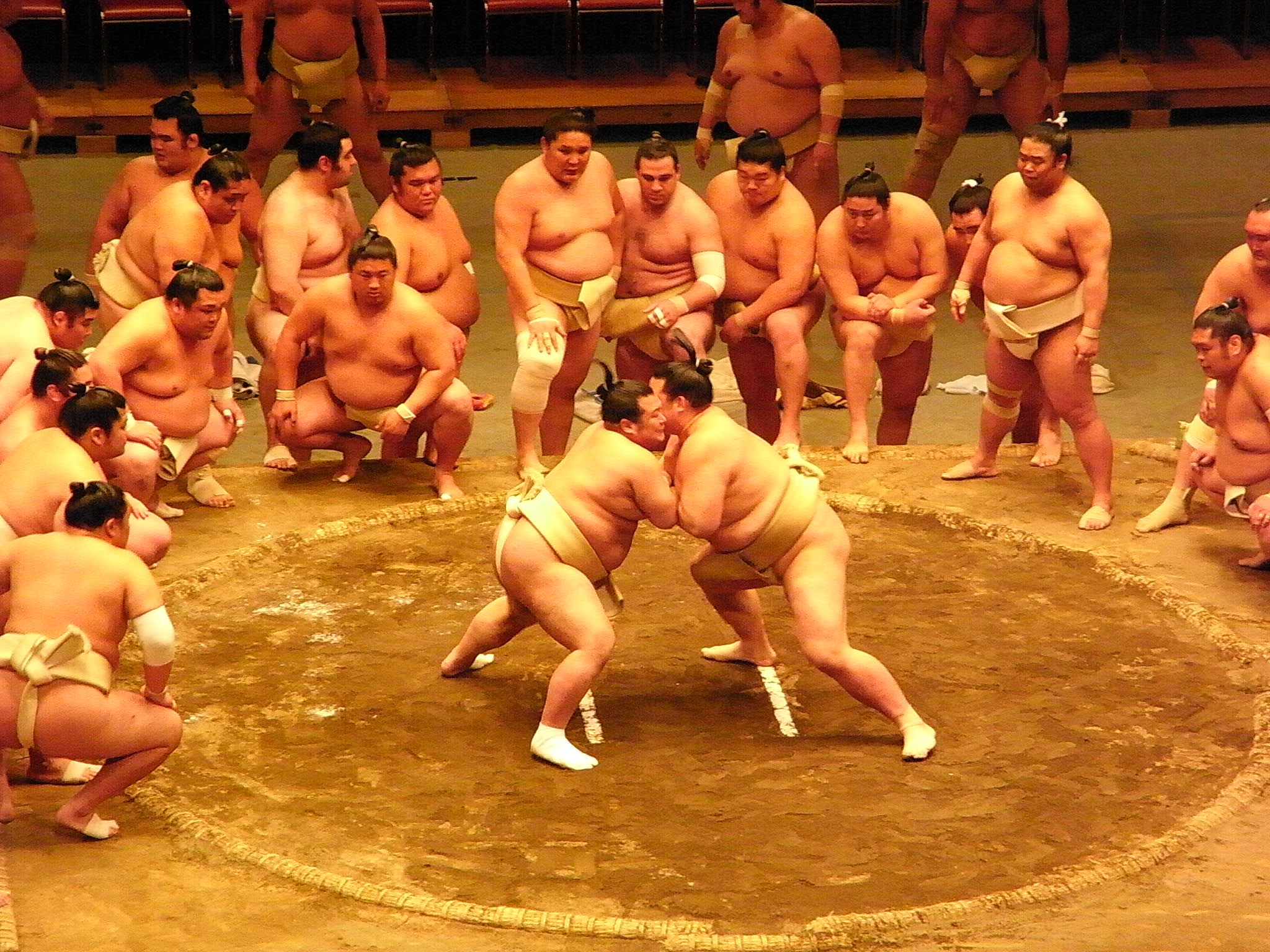
横綱審議委員会稽古総見での時天空関（2009年4月29日撮影）

2009年1月場所は13日目に8勝目を挙げ、7場所ぶりの勝ち越しを決めた。2010年1月場所では右足を痛めて10日目から初の休場となり、番付を東前頭13枚目まで下げた。しかし3月場所では、自身初の初日からの8連勝で中日に勝ち越しを決め、10勝5敗と2006年7月場所以来の二桁白星を記録した。以来順調に勝ち越しを続けていたが、2010年9月場所で2勝13敗と大敗し、再び番付を下げることとなった。久々に上位に番付を戻した2012年3月場所は3勝12敗と大きく負け越したが、5日目に大関稀勢の里を得意の蹴手繰りで破った。同年11月場所は、初日に北の富士からNHK大相撲中継で「（時天空は）稽古場では本当に充実した稽古してるんですよね～、でも本場所に来ると飛んだり跳ねたりだからねえ」と、ベテランの域に入っても稽古熱心であることを伝えられたと同時に相撲ぶりを残念がられた。この場所は初日から5連敗し、中日から5連勝したものの7勝8敗の負け越しに終わっている。
2013年3月場所は5勝10敗の大敗に終わったが、この場所の7日目の白鵬戦で立つと見せかけて白鵬を挑発するなどで話題となった（寄り切りで時天空の負け）。同年5月場所は東前頭8枚目で10勝5敗の成績を挙げ、翌7月場所で三役（西小結）に復帰した。小結となったのは、2007年7月場所以来35場所ぶりのことであり、これは昭和以降2位のスロー復帰となった。この時33歳9ヶ月であり、この時点で外国出身力士の高齢三役昇進記録第3位の記録を達成。しかし7月場所では横綱・大関陣に一勝もできず、9日目に早々と負け越しが確定、最終的に4勝11敗と大きく負け越した。場所後に行われたジャカルタ巡業は休場した。9月場所では平幕に下がったが、5勝10敗と、2場所連続で二桁黒星となってしまった。入門以来の足癖は健在であったがこの頃からあっさりと土俵外へ出される淡白な負け方が顕著になっていった。翌11月場所は東前頭10枚目の地位で6勝9敗に終わり、これが幕内在位3場所目の2005年1月場所以来となる平幕2桁台での負け越しとなった。2014年1月場所は西前頭13枚目の地位で4勝11敗と大きく負け越し、翌3月場所では十両への陥落を経験したが、1場所で幕内に復帰している。同年9月場所は東前頭16枚目の地位で6勝9敗と負け越し。翌11月場所は再び十両へ陥落。仮にこの場所でも負け越した場合、現役引退の可能性もあったが、序盤から好調で千秋楽に新十両の輝を下して12勝3敗で終わり、自身2度目の十両優勝を果たした。35歳2ヶ月での十両優勝は戦後2番目の年長記録であり、62場所ぶりの十両優勝は戦後1位の優勝間隔である。

### 闘病〜無念の37歳で早世
2015年11月場所、「右肋骨骨折により全治2か月」の診断書が提出され、初日より全休。しかし幕内から十両の地位へ陥落した翌2016年1月場所前、師匠の16代時津風から悪性リンパ腫で闘病中であり、抗がん剤の投与により当面入院加療との診断が下されたことが公表された。肋骨骨折は、実は悪性リンパ腫による骨融解だった。今後については治療が4月頃までかかる見込みであるために師匠の時津風は「本人とよく話し合う」との意思を示している。これにより1月場所の休場を発表し、その後の場所も休場を続けた。「できたら1回、土俵に上がりたい」と願い、抗がん剤治療の副作用で髪が抜けることを覚悟し、2015年11月場所前には都内でひっそりと身内だけでの“断髪式”を行い、病と闘った。最初は合わなかった抗がん剤も種類を変え、次第に効果が表れたために、腫瘍は小さくなり、復帰の為にジムで体を動かし始めたが、全休続きで番付が西三段目26枚目まで落ちた事もあり、後述の通り復帰を断念し、2016年9月場所から年寄として後進の育成を行う事となった。
2016年8月25日、日本相撲協会の理事会は時天空の現役引退と、年寄・間垣の襲名を理事会で承認した。引退会見には紋付袴を着用せずに、スーツ姿で応じていた。番付編成会議後に引退を表明したため、9月場所の番付には東三段目87枚目に四股名が残っている。三役経験者の三段目陥落は史上6人目の記録である。引退後は年寄として業務に当たり、2016年9月場所5日目ではNHKの大相撲中継で中入り後の向正面解説席に座り、生放送で全国のファンに姿と声を届けたが、程なく病状が悪化、同年11月場所からは療養に専念していた。時津風によると、寝たきりで入院中も正代の取り組みになると車椅子に起き上がりテレビを凝視していたという。2017年1月30日に呼吸困難を訴えて急遽慶應義塾大学病院へ救急搬送され、同年1月31日午前1時12分、悪性リンパ腫のため同病院で死去した。37歳没。モンゴル出身力士で初の物故者となった。

## 人物
相撲担当の記者の間では怖い力士、とりわけ若手記者からは「壁」として知られた。腕を組んだまま土俵下で控える姿は朝青龍明徳以上の凄みすら漂わせ、支度部屋では勝っても負けても眼光鋭くテレビを凝視していた。コメントは少なかったが主張は貫くタイプで、力士会では先頭に立って力士の待遇改善を訴えたほか、マスコミに対しても不満を投げかけた。2011年春の大相撲八百長問題では両国駅前で記者に対し、公衆の面前であるにもかかわらず鬼の形相で「偏った報道がおかしい。ひど過ぎるじゃないか」と記者に詰め寄り、記者はなだめるのに大変だったという。
その反面、いたずら好きな一面も持ち合わせていた。2008年のロサンゼルス巡業において記者とアウトレットへ出向く際に、その場で鉢合わせた高見盛精彦を強引にタクシーの助手席へ押し込んだ。時天空は、パニックになる高見盛を尻目にほくそ笑んでいたといい、その姿はまさに「ガキ大将」だったという。その一方で豊山勝男は時天空の葬儀の際に「真面目ないい子だった。私生活でもほとんど手を煩わされることが無かった」といい、千代翔馬富士雄は「優しくて、間違ったらちゃんと教えてくれた先輩」、青狼武士は「思い出はたくさんあります。子どものころから知り合い。親同士が友だちだった」と沈痛な面持ちだった。

## エピソード
- Facebookのアカウントを所有していた。
- 読売ジャイアンツのファンであった。
- 乗馬が得意で、この乗馬経験により養われたバランス感覚が力士としての活躍にプラスに働いたとされる。またモンゴルで打ち込んでいた柔道は、生涯愛好し、全日本選手権を生で観戦する程であった[25]。ダーツが趣味であり、自前のダーツまで所持していた。ビリヤードの腕前もかなりのものと言われる。
- モンゴル出身力士で初めて日本の大学を卒業した力士である。後に、日本の大卒資格を持つモンゴル人力士は出たが、2018年1月場所で水戸龍（日本大学卒）が十両へ昇進することが決まるまでは、時天空が唯一の関取であった。
- 2000年4月、東京農業大学国際食料情報学部生物企業情報学科に入学。大学時代はモンゴルから送られた奨学金とキャンパス内の落ち葉掃きのアルバイト（時給1000円）で生計を立て、当時の月収は8万5千円であった。貧乏学生であった時天空に対して当時幕下であった朝青龍はなけなしの金である1万円を渡したことがある[26]。3年次在学中のまま時津風部屋へ入門し夜間主コースに替えて2004年3月に卒業した。卒業論文のタイトルは「ダイナミックモデルを利用したモンゴル国の人口動態に関する研究」であり、日本語で執筆している[27]。卒業式当日は場所中であったため、東京農業大学卒業生であり入門時の師匠であった（当時既に日本相撲協会を定年退職後で）元大関豊山の内田勝男が代わりに出席した。
- のちに時天空は力士からやがて親方となる（日本人になる）道を歩きながらも、故国のためになることを考え続けた。モンゴルにはなかった障害児向けの玩具（フェルトとマジックテープで出来ていて皮むき練習のできる果物おもちゃや、音が出て動物を動かせる立体絵本）の製作・寄贈に携わっていた[26]。
- 2006年9月場所初日に、栃東に勝ち、大関から初の白星を挙げた。この日は27歳の誕生日でもあり、取組後のインタビューで「この日に自分を産んでくれた母に感謝します」とコメントし、さらに「お母さんに一言」と言われて、「バヤルララー」（モンゴル語のありがとう）と答えた。
- 翌年3月場所初日には横綱・朝青龍から初めて白星を挙げた。取組後のインタビュー中は、笑顔が無く目が潤んだような状態で、アナウンサーの問いかけにも上の空だったが、翌日のNHKの大相撲中継で、インタビュー後に風呂に入っているうちに、喜びがじわじわ沸いてきたという本人のコメントが紹介された。また、この時のインタビューでは「突っ張りの腕も磨いて、千代大海関のようになりたい」とも話した。実際、師匠である前・時津風親方も、専門誌で「突っ張りを習得したことで攻撃の幅が広がった」と評価していた。
- 水入りの相撲を複数回記録した。
  - 2004年（平成16年）11月場所10日目 対朝赤龍戦 ●寄り切り
  - 2005年（平成17年）9月場所14日目 対安馬戦 ●寄り切り
  - 2009年（平成21年）7月場所11日目 対阿覧戦 ○寄り切り
- 妹は同じモンゴル出身の白馬と2008年に結婚した。
- 2011年1月場所12日目、若荒雄戦で4度に渡るまったがあった。後にこれは喧嘩相撲と呼ばれるようになった。
- 2012年7月場所8日目にはトゥクトゥク（三輪タクシー）で場所入りした[28]。
- 2013年7月18日のNHK大相撲中継では、解説者の舞の海秀平が、「この力士が相手の顔を張るのはその力士をナメているから」と心理分析とも取れる指摘をしていた。
- 2013年9月場所千秋楽、横綱日馬富士の露払いを務めている安美錦がこの日を休場したため、急遽代役として露払いを務めた。花相撲などでは経験があるが、本場所で横綱土俵入りの露払いを務めたのは初めてのことだった。通常は本場所では横綱と同じ部屋ないしは同じ一門から担当者を選ぶ慣例があるため、一門の枠を越えて抜擢されたのは、極めて異例の事だった。その直後の10月7日に明治神宮で行われた日馬富士の奉納土俵入りでも安美錦の代役を務めたが、その2日前に西新井大師で横綱白鵬の太刀持ちをしたばかりだったことも影響してか、露払いでありながら誤って太刀持ちの位置に蹲踞してしまう大失態を犯した[29]。その後は、2014年になってから白鵬の土俵入りを担当していた力士が諸事情で降板して伊勢ヶ濱一門内に適任者が不在となってしまったという理由で、前述の病気になるまで白鵬の露払いを務めていた（一門内に別の横綱がいるにもかかわらず、一門外の横綱の正露払いを務めるのは異例中の異例のことであった。ちなみに、同部屋の豊ノ島も正太刀持ちを任命されている）。
- 2014年1月に日本国籍を取得した[30][31]。それに伴い引退後の年寄襲名が可能となったことから、同年5月29日付で年寄名跡「間垣」を取得した。モンゴル出身者としては初の年寄名跡取得となった[32]。
- 2016年秋ごろから、リンパ腫が骨に転移していたため少し身体を動かすだけでも激痛が走る状態であったという。しかし、医師に痛みをやわらげるためモルヒネを薦められても受け入れず、どんなに痛いときもロキソニン1錠しか口にしなかった。「自分は親方としてカムバックする。そして弟子を育てる」という意思が強かったためであるという[16]。

### 2014年1月場所4日目、9日目
2014年1月場所4日目の佐田の富士-時天空戦では珍事が起こった。佐田の富士の締め込みが緩んでいたので「まわし待った」がかかったのだが、その際は時天空が佐田の富士の廻しの結び目近くを握っていたので両者がそのままの体勢では担当行司の木村晃之助が廻しを十分に締め込むことができず結局1度目の「まわし待った」から再開した直後に行司が締め込み不十分と判断して間髪入れず2度目の「まわし待った」を宣告した。見かねた朝日山審判長（元大関・大受）は土俵に上がって締め込みを手伝うよう土俵下に控える嘉風へ指示したが、担当行司が「関取に手伝っていただくわけにはいかない」と断り、結局佐田の富士の締め込みが緩んだまま再開されることとなり、勝負は時天空が寄り切りで制した。
その数日後の9日目の翔天狼戦でも同様に「1番で2度のまわし待った」が起こり、この1番では待ったの際両者が体を離したため元の体勢に戻すのに手間取る一幕もあった。翔天狼は「先場所から10キロ近く太ったから、まわしが短くなった。買いたいんだけど」と弁明するも、この1月場所5日目から東西の支度部屋の入り口に『まわしはほどけないようにしっかりしめること』と張り紙で注意を促していた矢先に起こった失態であるだけに審判部を怒らせる騒ぎとなり、鏡山審判部長（元関脇・多賀竜）はこれを受けて「下のものにも示しがつかない。今度、師匠会で（審判部長の）伊勢ヶ濱さんが言うと思うよ。部屋のほうにも」と親方衆に再通達することを明かした。

## 合い口
- 第68代横綱・朝青龍には1勝10敗。小結の地位で唯一勝利経験がある。対横綱戦の勝利はこの1勝のみ。
- 第69代横綱・白鵬には1勝17敗。白鵬の大関時代に1度だけ勝利した。白鵬の横綱昇進後は12戦全敗。
- 第70代横綱・日馬富士には8勝14敗。日馬富士の大関時代は1勝4敗、横綱昇進後は2敗。日馬富士は元小結・黒海に2勝4敗と負け越しているが、時天空は黒海に9勝3敗と勝ち越している。
- 第71代横綱・鶴竜には4勝9敗。鶴竜の大関時代は2敗、横綱昇進後は対戦なし。
- 第72代横綱・稀勢の里には6勝13敗。稀勢の里の大関時代は1勝2敗、横綱昇進後は対戦なし。
- 第73代横綱・照ノ富士には0勝1敗。照ノ富士が平幕時代の対戦である。
- 元大関・千代大海には4勝9敗。
- 元大関・出島には7勝8敗。いずれも出島の大関陥落後の対戦。
- 元大関・雅山には11勝17敗。いずれも雅山の大関陥落後の対戦。
- 元大関・魁皇には5勝7敗（不戦勝1含む）。
- 元大関・琴欧洲には8勝13敗。琴欧洲の大関昇進後は8勝12敗。
- 元大関・琴光喜には6勝9敗。琴光喜の大関昇進後は5勝5敗。
- 元大関・把瑠都には0勝6敗。
- 元大関・琴奨菊には16勝7敗と大きく勝ち越しているが、琴奨菊の大関昇進後は3戦全敗。
- 元大関・豪栄道には1勝11敗。豪栄道の大関昇進後は対戦なし。
- 元大関・高安には4勝5敗。高安の大関昇進後は対戦なし。
- 元大関・栃ノ心には7勝5敗。栃ノ心の大関昇進後は対戦なし。
- 玉飛鳥には幕内で6勝0敗、十両でも2勝0敗と負けたことがない。

## 主な成績

### 通算成績
- 通算成績：548勝545敗56休　勝率.501
- 幕内成績：431勝494敗20休　勝率.466
- 現役在位：84場所
- 幕内在位：63場所
- 三役在位：3場所（小結3場所）

### 各段優勝
- 十両優勝：2回（2004年5月場所、2014年11月場所）
- 三段目優勝：1回（2003年1月場所）
- 序二段優勝：1回（2002年11月場所）
- 序ノ口優勝：1回（2002年9月場所）

### 三賞・金星
- 三賞：1回
  - 技能賞1回（2005年11月場所）
- 金星：なし

### 場所別成績
| | 一月場所 初場所（東京） | 三月場所 春場所（大阪） | 五月場所 夏場所（東京） | 七月場所 名古屋場所（愛知） | 九月場所 秋場所（東京） | 十一月場所 九州場所（福岡） |
| --- | ----------------------- | ----------------------- | ----------------------- | --------------------------- | ----------------------- | --------------------------- |
| 2002年 （平成14年） | x                       | x                       | x                       | （前相撲）                  | 西序ノ口40枚目 優勝 7–0 | 東序二段30枚目 優勝 7–0     |
| 2003年 （平成15年） | 西三段目33枚目 優勝 7–0 | 東幕下22枚目 5–2        | 東幕下11枚目 4–3        | 西幕下6枚目 4–3             | 東幕下4枚目 4–3         | 西幕下筆頭 3–4              |
| 2004年 （平成16年） | 東幕下3枚目 5–2         | 東十両11枚目 8–7        | 西十両10枚目 優勝 12–3  | 東前頭17枚目 6–9            | 西十両2枚目 9–6         | 西前頭15枚目 7–8            |
| 2005年 （平成17年） | 西前頭17枚目 6–9        | 西十両2枚目 10–5        | 西前頭15枚目 8–7        | 東前頭12枚目 9–6            | 西前頭6枚目 7–8         | 西前頭7枚目 10–5 技         |
| 2006年 （平成18年） | 西前頭筆頭 5–10         | 西前頭6枚目 8–7         | 東前頭4枚目 5–10        | 東前頭8枚目 10–5            | 西前頭2枚目 7–8         | 東前頭3枚目 9–6             |
| 2007年 （平成19年） | 東前頭2枚目 8–7         | 西小結 7–8              | 西前頭筆頭 8–7          | 東小結 7–8                  | 東前頭筆頭 6–9          | 西前頭3枚目 9–6             |
| 2008年 （平成20年） | 西前頭筆頭 6–9          | 東前頭3枚目 7–8         | 東前頭4枚目 6–9         | 西前頭6枚目 7–8             | 西前頭7枚目 6–9         | 西前頭9枚目 7–8             |
| 2009年 （平成21年） | 東前頭10枚目 9–6        | 西前頭3枚目 5–10        | 東前頭9枚目 7–8         | 西前頭10枚目 9–6            | 西前頭4枚目 8–7         | 西前頭2枚目 5–10            |
| 2010年 （平成22年） | 東前頭8枚目 5–5–5       | 東前頭13枚目 10–5       | 東前頭6枚目 8–7         | 西前頭3枚目 8–7             | 東前頭筆頭 2–13         | 西前頭11枚目 8–7            |
| 2011年 （平成23年） | 西前頭8枚目 6–9         | 八百長問題 により中止   | 西前頭13枚目 8–7        | 東前頭7枚目 8–7             | 西前頭4枚目 6–9         | 東前頭7枚目 6–9             |
| 2012年 （平成24年） | 東前頭10枚目 11–4       | 東前頭2枚目 3–12        | 東前頭9枚目 7–8         | 西前頭9枚目 9–6             | 東前頭6枚目 6–9         | 東前頭8枚目 7–8             |
| 2013年 （平成25年） | 東前頭9枚目 10–5        | 東前頭3枚目 5–10        | 東前頭8枚目 10–5        | 西小結 4–11                 | 東前頭5枚目 5–10        | 東前頭10枚目 6–9            |
| 2014年 （平成26年） | 西前頭13枚目 4–11       | 東十両3枚目 10–5        | 西前頭14枚目 7–8        | 西前頭15枚目 7–8            | 東前頭16枚目 6–9        | 東十両筆頭 優勝 12–3        |
| 2015年 （平成27年） | 西前頭13枚目 9–6        | 西前頭8枚目 3–12        | 東十両筆頭 10–5         | 東前頭11枚目 6–9            | 西前頭13枚目 7–8        | 西前頭14枚目 休場 0–0–15    |
| 2016年 （平成28年） | 東十両9枚目 休場 0–0–15 | 西幕下6枚目 休場 0–0–7  | 西幕下46枚目 休場 0–0–7 | 西三段目26枚目 休場 0–0–7   | 東三段目87枚目 引退 –   | x                           |
| 各欄の数字は、「勝ち-負け-休場」を示す。 優勝 引退 休場 十両 幕下 三賞：敢=敢闘賞、殊=殊勲賞、技=技能賞 その他：★=金星 番付階級：幕内 - 十両 - 幕下 - 三段目 - 序二段 - 序ノ口 幕内序列：横綱 - 大関 - 関脇 - 小結 - 前頭（「#数字」は各位内の序列） |                         |                         |                         |                             |                         |                             |

### 幕内対戦成績
| 力士名   | 勝数 | 負数 | 力士名     | 勝数  | 負数 | 力士名   | 勝数 | 負数 | 力士名   | 勝数 | 負数 |
| -------- | ---- | ---- | ---------- | ----- | ---- | -------- | ---- | ---- | -------- | ---- | ---- |
| 碧山     | 2    | 6    | 朝青龍     | 1     | 10   | 朝赤龍   | 9    | 19   | 安美錦   | 6    | 17   |
| 阿夢露   | 0    | 3    | 荒鷲       | 2     | 1    | 阿覧     | 10   | 3    | 勢       | 2    | 3    |
| 石出     | 0    | 1    | 岩木山     | 5     | 7    | 潮丸     | 1    | 0    | 遠藤     | 0    | 2    |
| 皇司     | 1    | 0    | 大砂嵐     | 0     | 3    | 隠岐の海 | 4    | 4    | 魁皇     | 5(1) | 7    |
| 魁聖     | 4    | 7    | 海鵬       | 0     | 3    | 臥牙丸   | 11   | 4    | 鏡桜     | 2    | 2    |
| 垣添     | 7    | 4    | 鶴竜       | 4     | 9    | 春日王   | 6(1) | 4    | 春日錦   | 1    | 0    |
| 片山     | 1    | 1    | 稀勢の里   | 6     | 13   | 北桜     | 1    | 0    | 北太樹   | 5    | 13   |
| 皇風     | 0    | 1    | 木村山     | 2     | 2    | 旭鷲山   | 1    | 4    | 旭秀鵬   | 5(1) | 3    |
| 旭天鵬   | 13   | 8    | 金開山     | 1     | 0    | 豪栄道   | 1    | 11   | 光龍     | 0    | 2    |
| 黒海     | 9    | 3    | 琴欧洲     | 8     | 13   | 琴奨菊   | 16   | 7    | 琴ノ若   | 1    | 1    |
| 琴光喜   | 6    | 9    | 琴勇輝     | 3(1)  | 2    | 琴龍     | 1    | 0    | 磋牙司   | 1    | 1    |
| 佐田の海 | 1    | 3    | 佐田の富士 | 7     | 3    | 里山     | 1    | 1    | 十文字   | 3    | 0    |
| 常幸龍   | 1    | 2    | 翔天狼     | 9     | 6    | 松鳳山   | 3    | 4    | 青狼     | 1    | 0    |
| 蒼国来   | 3    | 1    | 大栄翔     | 1     | 0    | 大道     | 3    | 2    | 貴ノ岩   | 1    | 3    |
| 隆の鶴   | 1    | 0    | 隆乃若     | 1     | 3    | 高見盛   | 10   | 9    | 髙安     | 4    | 5    |
| 宝富士   | 5    | 1    | 豪風       | 13(1) | 14   | 玉飛鳥   | 6    | 0    | 玉春日   | 3    | 3    |
| 玉乃島   | 4    | 6    | 玉鷲       | 10    | 4    | 千代鳳   | 1    | 2    | 千代大海 | 4    | 9    |
| 千代大龍 | 3    | 1    | 千代の国   | 2     | 0    | 千代白鵬 | 1    | 2    | 千代丸   | 0    | 4    |
| 剣武     | 1    | 0    | 出島       | 7     | 8    | 照ノ富士 | 0    | 1    | 天鎧鵬   | 1    | 3    |
| 闘牙     | 2    | 1    | 德勝龍     | 0     | 5    | 德瀬川   | 2    | 1    | 土佐ノ海 | 3    | 2    |
| 栃東     | 2(1) | 3    | 栃煌山     | 5     | 12   | 栃栄     | 1    | 0    | 栃ノ心   | 7    | 5    |
| 栃乃洋   | 10   | 7    | 栃乃花     | 2     | 2    | 栃乃若   | 2    | 5    | 豊桜     | 3    | 3    |
| 豊響     | 8    | 10   | 鳰の湖     | 1     | 0    | 白鵬     | 1    | 17   | 白露山   | 3    | 0    |
| 追風海   | 1    | 2    | 把瑠都     | 0     | 6    | 春ノ山   | 1    | 0    | 日馬富士 | 8    | 14   |
| 英乃海   | 1    | 1    | 富士東     | 8     | 1    | 武州山   | 4    | 3    | 普天王   | 6    | 2    |
| 武雄山   | 3    | 2    | 豊真将     | 7     | 8    | 北勝力   | 7    | 4    | 誉富士   | 2    | 2    |
| 将司     | 2    | 0    | 舛ノ山     | 2     | 6    | 雅山     | 11   | 17   | 妙義龍   | 5    | 1    |
| 猛虎浪   | 2    | 3(1) | 山本山     | 2     | 1    | 芳東     | 2    | 0    | 嘉風     | 6    | 8    |
| 露鵬     | 0    | 3    | 若麒麟     | 1     | 0    | 若荒雄   | 2    | 6    | 若兎馬   | 1    | 0    |
| 若の里   | 11   | 11   |            |       |      |          |      |      |          |      |      |

※カッコ内は勝数、負数の中に占める不戦勝、不戦敗の数。

## 改名歴
力士
- 時天空 慶晃（ときてんくう よしあき）2002年7月場所 - 2016年9月場所

年寄
- 間垣 慶晃（まがき よしあき）2016年8月25日 - 2017年1月31日